# Game of Fear
Ne pas confondre avec Reasonable Doubt, le premier album studio de Jay-Z.
Pour plus de détails, voir Fiche technique et Distribution.
Game of Fear (« Jeu de peur »), La loi du tueur ou Doute raisonnable au Québec (Reasonable Doubt) est un film germano-américano-canadien de Peter Howitt sorti en 2014.

## Synopsis
À Chicago, Mitch Brockden, un jeune procureur, percute un homme à la suite d'une soirée alcoolisée. Il téléphone anonymement aux services de secours et prend la fuite, craignant que cet accident ne ruine sa carrière pourtant prometteuse. La victime, décédée entre-temps, est néanmoins retrouvée par des policiers dans la camionnette de Clinton Davis qui se retrouve ainsi sur le banc des accusés. Mitch Brockden qui est chargé d'instruire l'affaire, est cependant pris de remords et se met alors en tête de défendre Davis qui n'est peut-être pas aussi innocent qu'il n'en a l'air.

## Fiche technique
- Titre original : Reasonable Doubt
- Titre français : Game of Fear
- Titre alternatif en français : La loi du tueur
- Titre québécois : Doute raisonnable
- Réalisation : Peter Howitt
- Scénario : Peter A. Dowling
- Direction artistique : Craig Sandells
- Décors : C. Summer Holmes
- Costumes : Patricia J. Henderson
- Photographie : Brian Pearson
- Son :
- Montage : Richard Schwadel
- Musique : James Jandrisch
- Production : Frank Buchs, Fredrik Malmberg, Silvio Muraglia, David Valleau et Daniel Wagner
- Sociétés de production : Bavariapool, Eagle Vision, Paradox Entertainment et South Creek Pictures
- Sociétés de distribution : Entertainment One (Canada), Lionsgate (États-Unis)
- Pays de production :  Canada/ États-Unis/ Allemagne
- Langue originale : Anglais
- Format : couleur -
- Genre : Film de procès
- Durée :
- Dates de sortie  : 
  - Danemark : 9 janvier 2014
  - États-Unis : 17 janvier 2014
  - France : 18 juin 2014 (directement en vidéo)

## Distribution
Légende : Version Française = V.F. et Version Québécoise = V.Q.
- Samuel L. Jackson (V.F. : Thierry Desroses ; V.Q. : Éric Gaudry) : Clinton Davis
- Dominic Cooper (V.F. : Axel Kiener ; V.Q. : Claude Gagnon) : Mitch Brockden
- Erin Karpluk (V.F. : Valérie Nosrée ; V.Q. : Kim Jalabert) : Rachel Brockden
- Gloria Reuben (V.F. : Annie Milon ; V.Q. : Hélène Mondoux) : la détective Blake Kanon
- Ryan Robbins (V.F. : Alexandre Gillet ; V.Q. : Philippe Martin) : Jimmy Logan
- Philippe Brenninkmeyer (V.F. : Guillaume Orsat) : DA Jones
- Dylan Taylor (V.F. : Xavier Fagnon ; V.Q. : Tristan Harvey) : Stuart Wilson
- Dean Harder (V.F. : Pascal Grull) : Terry Roberts
- John B. Lowe (V.F. : Pascal Casanova) : Juge G. Mckenna
- Jessica Burleson (V.F. : Pascale Jacquemont) : La Réceptionniste
- Kelly Wolfman (V.F. : Isabelle Perilhou) : Dr. Brown